# فیلیپوویچی (لوزنیتسا)

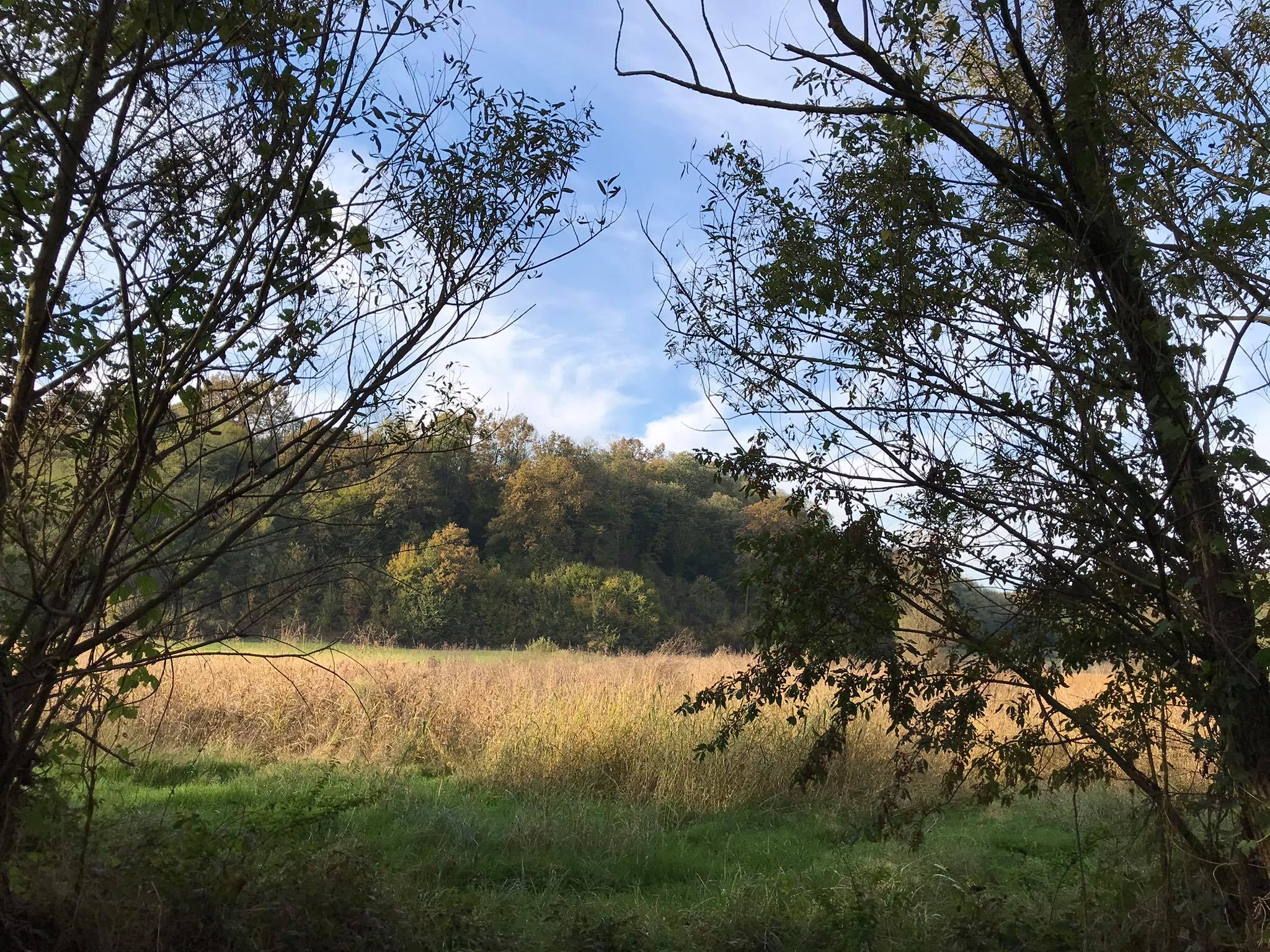
نمایی از «فیلیپوویچی»

فیلیپوویچی (به صربی: Filipovići) یک منطقهٔ مسکونی در صربستان است که در لوزنیسا واقع شده‌است. فیلیپوویچی ۱۷۷ نفر جمعیت دارد.